# سالوادور (فیلم ۲۰۰۶)
سالوادور (Compte enrere. La història de Salvador Puig Antich) فیلمی در ژانر زندگینامه‌ای است که در سال ۲۰۰۶ منتشر شد. از بازیگران آن می‌توان به دانیل برول، پابلو درکی و لئونور واتلینگ اشاره کرد.